# Diocesi di Linköping
La diocesi di Linköping (in svedese Linköpings stift) è una diocesi della Chiesa di Svezia che comprende la contea di Östergötland, la parte nord-orientale della contea di Jönköping e la parte settentrionale della contea di Kalmar. È suddivisa in nove vicariati, a loro volta suddivisi in 176 parrocchie con un totale di 443 000 membri. La più grande parrocchia della diocesi è Motala. La diocesi di Linköping ha un rango direttamente al di sotto dell'Arcidiocesi di Uppsala della Chiesa di Svezia. Dal 2006 il vescovo è Martin Modéus.

## Prima della Riforma
La diocesi originariamente comprendeva Småland, Östergötland, le isole di Gotland e Öland. Il distretto di Värend nello Småland fu preso da Linköping e formato nella diocesi di Växjö intorno al 1160. Dal 990 al 1100 la diocesi di Skara abbracciò l'intero paese dei Goti (Gauthiod); fu poi diviso tra quelli di Skara e Linköping. La diocesi era suffraganea dell'arcidiocesi di Brema, e divenne suffraganea dell'arcidiocesi di Lund, da quando quest'ultima fu elevata ad arcidiocesi nel 1104.
I primi tre vescovi di Linköping furono Herbert, Richard e Gisle (c. 1138-1148). Poi venne Stenar, che a quanto pare si dimise nel 1160 e successivamente divenne vescovo di Vexiö. Notevoli vescovi dopo di lui furono Kol (c. 1160-1196), che morì in pellegrinaggio a Gerusalemme e Bengt Magnusson che fu ucciso nella battaglia di Lihula in Estonia l'8 agosto 1220, e Benedetto (1220–1237). L'ultimo vescovo cattolico di Linköping fu Hans Brask (nato nel 1464; vescovo, 1513–1527; morto il 30 luglio 1539). Fu costretto a lasciare la sua diocesi nel 1527 a causa dell'adozione del luteranesimo in Svezia alla Dieta di Västerås.

### Sinodo di Skänninge
Tra i numerosi Sinodi provinciali e diocesani tenuti nella diocesi di Linköping, il Sinodo di Skänninge (1248) è stato il più importante. Lo presiedeva il legato pontificio, il cardinale Guglielmo di Sabina, e il celibato del clero era fortemente imposto. Le seguenti istituzioni religiose furono istituite nella diocesi tra il XII e il XVI secolo: il capitolo della cattedrale, che consisteva all'epoca della Riforma di un decano, un arcidiacono, un suddito, nove canonici e altri quindici prebendari; i Cistercensi avevano tre case per uomini, le abbazie di Alvastra, la casa madre dell'Ordine cistercense in Svezia, nell'Östergötland e Nydala nello Småland, entrambe fondate nel 1143, e Gutvalla (abbazia di Roma) a Gotland; anche quattro monasteri, Vreta (1160), Askaby, Byarum, sciolti intorno al 1250 e le monache trasferite a Sko (nel Upland) e Solberga (Gotland); i brigidini, che avevano la grande Abbazia di Vadstena; i domenicani, che possedevano priorati a Skenninge (1220?), Visby (1240) e Kalmar, nonché conventi a Skenninge (1260) e Kalmar (1286). C'erano ospedali a Linköping, Visby (2), Söderköping (2) Skenninge (2), Kalmar (2), Norrabygd (Uknabäck) e sull'isola di Öland. La maggior parte di queste istituzioni furono soppresse durante la Riforma.